# Rosa Mota
Rosa Maria Correia dos Santos Mota (Oporto, Portugal, 29 de junio de 1958) es una atleta portuguesa especialista en maratón y que fue campeona olímpica de esta distancia en los Juegos de Seúl 1988.

## Inicios
Empezó en el atletismo por consejo de los médicos para combatir el asma. Al principio participaba sobre todo en pruebas de cross-country.
En 1980 conoció a Pedro Pedrosa, quien sería su entrenador durante toda su vida deportiva.
Su primera gran competición fueron los Campeonatos de Europa de Atletismo de 1982, celebrados en Atenas. Era la primera vez que se celebraba la maratón femenina en el marco de un gran evento atlético, y era también la primera vez que Rosa Mota corría una maratón. Pese a no contar entre las favoritas se hizo con la medalla de oro en 2h36:03, venciendo a una especialista consagrada como la noruega Ingrid Kristiansen, que solo fue bronce.
En 1983 obtuvo la victoria en la prestigiosa Maratón de Chicago, logro que repetiría en 1984. Sin embargo en los Campeonatos del Mundo de Helsinki de 1983 solo pudo finalizar en 4ª posición en una prueba ganada por la noruega y ex plusmarquista mundial Grete Waitz.
En la primera maratón olímpica femenina de la historia, en los Juegos de Los Ángeles 1984, obtuvo una meritoria medalla de bronce, tras la estadounidense Joan Benoit (oro) y la noruega Grete Waitz (plata)

## Consagración
A partir de ese año Rosa Mota sería la gran dominadora de la prueba de maratón hasta finales de la década de los ochenta. Revalidó su título de campeona europea en 1986 en Stuttgart (2h28:38), se proclamó campeona mundial en 1987 en Roma (2h25:17 y con más de 7 minutos de ventaja sobre la 2ª clasificada, la mayor ventaja de la historia en unos Mundiales o Juegos Olímpicos), y finamente obtuvo la victoria más importante de su carrera, ganando el oro en los Juegos Olímpicos de Seúl 1988. 
En Seúl Rosa Mota atacó a falta de 2 km para la meta y ganó con 2h25:40 y con 13 segundos de ventaja sobre la australiana Lisa Martin, que fue plata con (2h25:53), mientras que el bronce se lo llevó la alemana oriental Katrin Dörre con 2h26:21 	
En 1990 logró en Split su tercer título consecutivo de campeona de Europa, en una carrera épica en la que llegó a liderar la prueba con un minuto y medio de ventaja, pero donde fue atrapada en el kilómetro 35 por la soviética Valentina Yegorova. Ambas se enfrentaron en los últimos kilómetros y Rosa Mota logró el triunfo por un margen de solo 5 segundos, con 2h31:27. Es la única maratoniana (mujer u hombre) que ha ganado en tres Campeonatos de Europa.
Aparte de sus triunfos en grandes eventos, Rosa Mota cimentó su prestigio en la Maratón de Boston, que ganó en tres ocasiones (1987, 88 y 90), la Maratón de Chicago en dos (1983 y 84), y la maratón de Londres, que ganó en 1991, en la que fue su última victoria importante. Sus otras victorias las logró en Róterdam (1983), Tokio (1986) y Osaka (1990).

## Retirada
El final de su carrera deportiva estaba próximo, en parte por los problemas de ciática que arrastraba desde hacía tiempo. En los Mundiales de Tokio 1991 no pudo acabar la prueba. Tras volverse a retirar en la Maratón de Londres de 1992 decidió poner fin a su carrera deportiva.
En total Rosa Mota corrió 21 maratones entre 1982 y 1992, ganando 14 de ellos. Curiosamente su mejor marca, de 2h23:29 la logró en la Maratón de Chicago de 1985, donde solo pudo acabar 3ª, por detrás de Joan Benoit y de Ingrid Kristiansen.
Aparte de la maratón, consiguió triunfos en otras pruebas, como la prestigiosa San Silvestre de São Paulo que ganó en seis ocasiones consecutivas entre 1981 y 1986, algo que nadie más ha conseguido
Rosa Mota es una de las mejores corredoras de maratón de la historia, quizá la mejor junto a la noruega Grete Waitz. En su palmarés únicamente le faltó batir el récord del mundo. Es también una de las figuras más importantes que ha dado el deporte portugués en el siglo XX, junto al también maratoniano Carlos Lopes o los futbolistas Eusebio y Figo.
En 1998 le concedieron en Nueva York el Premio Abebe Bikila, por su contribución al desarrollo del entrenamiento para carreras de larga distancia.

## Mejores marcas
- 5.000 metros - 15:22,97 (1985)
- 10.000 metros - 32:33,51 (1985)
- Maratón - 2h23:29 (1985)